# Judith Ayaa
Judith Ayaa (* 15. Juni 1952; † 2002 in Kampala) war eine ugandische Sprinterin.
1970 gewann sie bei den British Commonwealth Games in Edinburgh Bronze über 400 m und schied über 100 m im Halbfinale aus.
Bei den Olympischen Spielen 1972 in München erreichte sie über 400 m das Halbfinale. Im Viertelfinale stellte sie mit 52,68 s ihre persönliche Bestzeit auf.